# Kimbäcken
Kimbäcken este o arie protejată (arie specială de conservare — SAC, sit de importanță comunitară — SCI) din Suedia întinsă pe o suprafață de 45,9 ha, integral pe uscat.

## Localizare
Centrul sitului Kimbäcken este situat la coordonatele 61°40′15″N 13°20′11″E / 61.6708°N 13.3365°E.

## Înființare
Situl Kimbäcken a fost declarat sit de importanță comunitară în aprilie 2004 pentru a proteja 1 specie de plante. Situl a fost protejat și ca arie specială de conservare în martie 2011.

## Biodiversitate
Situată în ecoregiunea boreală, aria protejată conține 4 habitate naturale: Mlaștini turboase de tranziție și turbării mișcătoare, Taiga vestică, Cursuri de apă de la nivel de câmpie la nivel montan, cu vegetație Ranunculion fluitantis și Callitricho-Batrachion, Mlaștini împădurite.
La baza desemnării sitului se află o specie protejată de  plante: papucul doamnei (Cypripedium calceolus).